# Chandler Canterbury
Chandler Canterbury (Houston, 15 dicembre 1998) è un attore statunitense.

## Biografia e carriera
Chandler Canterbury nasce a Houston, Texas, figlio di Kristine e Russell Canterbury; ha una sorella più piccola di nome Shelby e un fratello più grande di nome Colby, nato il 25 maggio 1997, anche loro attori. Ha recitato nel thriller della Summit Entertainment Segnali dal futuro, per la regia di Alex Proyas, a fianco di Nicolas Cage e Rose Byrne. Nel film Canterbury interpreta Caleb, uno studente di scuola elementare che trova un misterioso messaggio criptico dalla capsula del tempo della sua scuola che si sospetta potrebbe significare qualcosa.
Canterbury ha vinto un Young Artist Award nel 2008 per la sua performance come guest star in Criminal Minds. Canterbury inoltre ha recitato nel film Il curioso caso di Benjamin Button per la regia di David Fincher, con Brad Pitt e Cate Blanchett, nel ruolo di Benjamin Button all'età di otto anni. Canterbury è apparso anche nel lungometraggio Balls Out: Gary the Tennis Coach, interpretato da Seann William Scott e Randy Quaid, diretto da Danny Leiner.
Nel 2009 è apparso in un ruolo da protagonista nel thriller psicologico After.Life insieme a Liam Neeson e Christina Ricci. È anche apparso in Repo Men della Universal Studios, al fianco di Jude Law e Forest Whitaker, e nel film di Timothy Linh Bui Powder Blue insieme a Jessica Biel, Forest Whitaker e Ray Liotta. Nel 2011 è apparso come giovane Peter Bishop nella serie televisiva Fringe.

## Filmografia
- Criminal Minds - serie TV (2007)
- Il curioso caso di Benjamin Button (The Curious Case of Benjamin Button), regia di David Fincher (2008)
- Balls Out: Gary the Tennis Coach (2009)
- Powder Blue (2009)
- Segnali dal futuro (Knowing), regia di Alex Proyas (2009)
- After.Life, regia di Agnieszka Wójtowicz-Vosloo (2010)
- Repo Men, regia di Miguel Sapochnik (2010)
- R. L. Stine's The Haunting Hour - serie TV (2010)
- Fringe - serie TV (2011)
- A Bag of Hammers (2011)
- Little Red Wagon (2012)
- Plastic Jesus (2012)
- The Host, regia di Andrew Niccol (2013)
- Standing Up (2013)
- When Angels Sing (2013)

## Riconoscimenti
- Young Artist Award 2008 - Best Performance in a TV Series - Guest Starring Young Actor per Criminal Minds

## Doppiatori italiani
Nelle versioni in italiano delle opere in cui ha recitato, Chandler Canterbury è stato doppiato da:
- Ruggero Valli in Segnali dal futuro, After.Life, The Host
- Andrea Di Maggio in Repo Men